# José F. Dodero Vázquez
José F. Dodero Vázquez (1857-siglo XX) fue un escritor y periodista español.

## Biografía
Habría nacido en 1857. En la Enciclopedia universal ilustrada europeo-americana se dice que realizó los «estudios de piloto». Dodero Vázquez, a quien Cejador y Frauca describe como «gaditano», fue fundador de El Municipio y La Provincia (Madrid, 1902). Fue autor de títulos como Virtud y belleza, La caridad, Poesías, Pedazos de prosa, Poesías y cuentos, Recuerdos de Andalucía, Mi viaje á Filipinas y Las últimas Cortes de la Regencia (1902).